# Portenläng
Portenläng ist ein Ortsteil der Gemeinde Brunnthal im oberbayerischen Landkreis München. 

## Geographie
Die Einöde liegt circa einen Kilometer südwestlich von Brunnthal.

## Geschichte
Die Deutung des Ortsnamens als römisches Überbleibsel, das sich aus „prata longa“ (lange Wiese) ableitet und eine römische Siedlung sein soll, wird heute angezweifelt. 
Ab dem 14. Jahrhundert wird Portenläng als „partenlinnten“ in Verbindung mit dem Kloster Tegernsee genannt.

## Baudenkmäler
- Katholische Kapelle, siehe Liste der Baudenkmäler in Portenläng